# 梅泽春人
梅澤春人（日语：／ Umezawa Haruto，1966年3月27日—），日本漫畫家。男性。出身於埼玉縣。
他以前的筆名是梅沢 勇人、梅澤 勇人（兩者日文讀音都是）。
在這兩種情況下，「梅」姓氏右下的日本漢字寫法都是「母」，而不是「毋」。
已婚，並育有孩子。

## 來歷
梅澤春人從設計學校畢業後，在一般公司上班經過了一段時間，發現自己陷入困境，對工作不再有興趣，而且經常遲到。當時的他認為「漫畫是唯一可以拯救我的東西」，從此就開始畫漫畫。
22歲時，梅澤作為助手師從北條司。
1988年，筆名梅沢勇人憑藉《南方遊傳》入選1月期獲得HOPE☆STEP獎。在《週刊少年Jump 特別編輯增刊》1988年夏季特別號首次亮相。
兩部短篇發表之後，1990年以《酒呑☆童子》首次在《週刊少年Jump》上連載。
1991年，以短篇《HARELUYA》發表在《少年Jump增刊夏季特別號》。當時他的筆名是梅澤勇人。
1992年起，將筆名改為梅澤春人，憑藉上一年短篇《HARELUYA》在《週刊少年Jump》連載，但僅10週就結束。
同年，他改變了《HARELUYA》的設定，並以戰鬥要素為主（序幕），標題《HARELUYA II BØY》（以下中譯神行太保）在《週刊少年Jump》第43號上發表。由於受到歡迎，同年在同一雜誌第50號開始連載。於1997年動畫化，1999年連載完結。《神行太保》連載期間，他一共發表了三部短篇在同一雜誌上。
2000年，以搖滾樂團為主題的《無賴男 FreeMen》在《週刊少年Jump》上開始連載。持續了1年半多。
2002年，在《週刊少年Jump》第10號發表奇幻題材短篇漫畫《神盾勇者》。並從同年《少年Jump》第35號開始，同一作品在設定上有所改變而連載。
2004年，《LIVE》在《少年Jump》連載。
同年，在青年雜誌《週刊YOUNG JUMP》開始連載超級跑車題材漫畫《極速奇蹟》。至2012年完結。連載期間，他負責原作的單篇作品也刊登在《週刊YOUNG JUMP增刊 漫革》上，單篇作品則繪製在《Business Jump》裡。
2013年，《野獸鐵騎》在《週刊YOUNG JUMP》短期集中連載。
2015年，《妖怪傳奇 Roku69Bi》在《Grand Jump》連載。
2017年至2018年，《SURFINGMAN》在《月刊COMIC ZENON》（Coamix Inc）上連載。這是他第一次在集英社以外的雜誌上發表漫畫。
2021年，開始在《Young Ace》（KADOKAWA）5月號連載《即使在異世界轉生少年漫畫的主角也是毫不動搖!!!》。至2022年完結。

## 作風
梅澤的漫畫很多以時代為背景，有現代社會的主題，搖滾樂團、超級跑車、摩托車等也常出現。另一方面，他早期的短篇漫畫和連載漫畫《神盾勇者》都帶有奇幻元素。
梅澤隼人時期的設計是圖像小說的風格。而且，即使至今，人物等線條作畫也很粗。《神盾勇者》連載期間，角色的獨特陰影等與其他作品有著不同的感覺。
無論作品內容如何，都傾向於包含不良和打架的元素。它還包括搞笑場景。自《少年Jump》時代起，色情（性）元素就開始被描繪，但自從轉移青年雜誌以來，它們的表達更加直接。
2013年起，其漫畫製作已轉變成使用數位繪圖板繪製數位原稿。

## 人物
- 與井上雄彥曾經是北條司的助手[6]。
  - 成為助手當時，北條司正在連載《城市獵人》，並拍攝了許多新宿的照片作為漫畫的背景素材。其中，梅澤偶然在中心發現了一張自己成為助手3年前的照片（當時梅澤19歲）。在後來的幾年裡，他說「我覺得這是命運，不敢相信這是巧合」[4]。
- 熱愛汽車，這促使他畫出《極速奇蹟（日语：カウンタック (漫画)）》。他說當自己還是個孩子的時候，聽到周圍的成年人談論美國汽車時，他就愛上了美國汽車，並為他小學5年級時到來的超級跑車熱潮感到興奮。不過，他說自己是那種喜歡看設計多於開車的人，並不是飆車族[2]。
  - 拿到駕照後，梅澤買的第一輛車是保時捷928（英语：Porsche 928）。他決定，一旦成為漫畫家並創作出熱銷作品，就會買自己想開的車。當時經濟好，雖然可以貸款購買，但他還是忍住了，把剩下的錢都用來投資漫畫了，像是看電影、收集素材。他也常在辦公桌上放一張保時捷的照片，作為自己畫漫畫的動機之一[2]。
  - 和《極速奇蹟》主角一樣，該作者梅澤也擁有一輛藍寶堅尼CountachLP400。不過，車身顏色是黑色而不是海軍藍色[2][7]。
  - 他還擁有一輛豐田MR2，與《極速奇蹟》主角過去擁有的車型相同。這是梅澤本身高中時期最想要的車[2]。
  - 出現在漫畫《極速奇蹟》裡現實存在的HIERO，是梅澤本身原創設計的汽車。最初，有人問他是否可以為2009年東京車展指南書畫出自己的夢想汽車，而梅澤為這個企劃貢獻的插圖就是HIERO的起源。之後，討論從製作模型擴展到製造一輛實際車輛，花了2年時間才完成。由於登記問題，無法在公用道路上開車，但梅澤表示，如果允許的話，自己想開車橫跨美國[2]。
  - 另外，孩子出生後，梅澤買了一輛家用賓士，一度擁有5台車[2]。
- 熱愛音樂。除了在《神行太保》出現許多以樂團為主題的劇集外，他還創作了以樂團活動為主題的《無賴男 FreeMen（日语：無頼男 -ブレーメン-）》。
  - 高中2年級時，一位梅澤以前從未說過話的同學問他是否想做音樂，那年梅澤在學園祭上唱了重金屬。第2年的學園祭上，梅澤組了樂團並彈吉他。仍然繼續將彈吉他作為本身的愛好之一[8]。
  - 搖滾樂團BOØWY（日语：BOØWY）的忠實粉絲，甚至借用了樂團的名字作為連載標題「HARELUYA II BØY」（《神行太保》日文原名）[9]。
  - 搖滾樂手清春（日语：清春）的粉絲，經常去聽他的現場演唱會[10]。
- 喜歡的畫家是薩爾瓦多·達利[11]。

## 作品列表
- 酒呑☆童子（梅沢勇人名義，《週刊少年Jump》1990年15號—30號）全2冊
- HARELUYA（日语：HARELUYA）（《週刊少年Jump》1992年26號—35號）全1冊
- 神行太保（短篇版：《週刊少年Jump》1992年43號、連載版：《週刊少年Jump》1992年50號—1999年9號，全33冊、文庫版全20冊）
- LOVE&PEACE 南方遊俠（短篇集）全1冊
  - 南方遊傳（梅勇人名義，發表於《週刊少年Jump 特別編輯增刊》1988年夏季特別號）
  - 炎之瑪麗亞（梅勇人名義，發表於《週刊少年Jump 特別編輯增刊》1988年秋季特別號）
  - 南方遊傳 -初戀地獄篇-（梅勇人名義，發表於《週刊少年Jump 特別編輯增刊》1989年春季特別號）
  - HARELUYA （梅澤勇人名義，發表於《週刊少年Jump 特別編輯增刊》1991年夏季特別號）
  - NANPO U DEN -南方遊傳-（發表於《週刊少年Jump》1995年3、4合併號[注 1]）
- 無賴男 FreeMen（日语：無頼男 -ブレーメン-）（《週刊少年Jump》2000年2號—2001年41號）全9冊
- 神盾勇者（日语：SWORD BREAKER）（短篇版：《週刊少年Jump》2002年10號、連載版：《週刊少年Jump》2002年35號—51號）全2冊
  - 即使在異世界轉生少年漫畫的主角也是毫不動搖!!!（《Young Ace》2021年5月號[5]—2022年11月號[12]）全3冊
- LIVE（日语：LIVE (漫画)）（《週刊少年Jump》2004年3號—14號）全1冊
- 極速奇蹟（日语：カウンタック (漫画)）（《週刊YOUNG JUMP》2004年41號—2012年41號）全28冊
- 野獸鐵騎（《週刊YOUNG JUMP》2013年13號—21、22合併號短期集中連載）全1冊
- 妖怪傳奇 Roku69Bi（《Grand Jump》2015年5號—20號）全2冊
- SURFINGMAN（《月刊COMIC ZENON（日语：月刊コミックゼノン）》2017年8月號—2018年7月號）全2冊

### 單行本未收錄作品
- ICON（發表於《週刊少年Jump》1997年28號）—收錄於便利店漫畫（日语：コンビニコミック）《集英社JUMP COMICS（日语：コンビニコミック#集英社） 傳說的Jump領袖盃!!》（2011年4月28日初版發行）。
- （發表於《週刊少年Jump》1999年22、23合併號）
- 阿吽（原作擔當，漫畫：奧浩正，《週刊YOUNG JUMP增刊 漫革》50號）
- （發表於《Business Jump》2011年4號）
- 龍宮傳奇（發表於《Grand Jump PREMIUM（日语：グランドジャンプPREMIUM）》2014年9月號）
- CUREZI（發表於《Grand Jump MUCHA》2019年5月號）
- DEATH PLANNER（發表於《Grand Jump MUCHA》2020年5月號）

## 其它
- （MONDO21（日语：MONDO TV），露面演出）
- 東京車展2009 指南手冊（插圖寄稿）

## 助手
- 和月伸宏—在《HARELUYA（日语：HARELUYA）》期間擔任助手[13]。

## 腳註